# Josh Mahura
Joshua "Josh" Mahura, född 5 maj 1998, är en kanadensisk professionell ishockeyback som spelar för Florida Panthers i National Hockey League (NHL).
Han har tidigare spelat för Anaheim Ducks i NHL; San Diego Gulls i American Hockey League (AHL) samt Red Deer Rebels och Regina Pats i Western Hockey League (WHL).
Mahura draftades av Anaheim Ducks i tredje rundan i 2016 års draft som 85:e spelare totalt.
Han vann Stanley Cup för säsongen 2023–2024.

## Statistik
| 2011–2012  | St. Albert Sabres           | AMBHL      | 33  | 10 | 15 | 25  | 32  | —  | —  | —  | —  | —  |
| 2012–2013  | St. Albert Sabres           | AMBHL      | 25  | 9  | 13 | 22  | 51  | —  | —  | —  | —  | —  |
|            | St. Albert Flyers           | AMMHL      | 9   | 1  | 2  | 3   | 6   | —  | —  | —  | —  | —  |
| 2013–2014  | Okanagan Hockey Academy U18 |            | 37  | 14 | 26 | 40  | 42  | —  | —  | —  | —  | —  |
|            | Okanagan Hockey Academy U18 | CSSHL      | 21  | 11 | 15 | 26  | 26  | 3  | 1  | 1  | 2  | 2  |
| 2014–2015  | Red Deer Rebels             | WHL        | 51  | 2  | 6  | 8   | 20  | 5  | 0  | 1  | 1  | 2  |
| 2015–2016  | Red Deer Rebels             | WHL        | 2   | 0  | 1  | 1   | 0   | 17 | 2  | 2  | 4  | 6  |
| 2016–2017  | Red Deer Rebels             | WHL        | 39  | 9  | 24 | 33  | 35  | —  | —  | —  | —  | —  |
|            | Regina Pats                 | WHL        | 34  | 8  | 12 | 20  | 22  | 23 | 8  | 13 | 21 | 16 |
| 2017–2018  | Regina Pats                 | WHL        | 60  | 22 | 47 | 69  | 42  | 7  | 0  | 5  | 5  | 8  |
| 2018–2019  | Anaheim Ducks               | NHL        | 17  | 1  | 4  | 5   | 4   | —  | —  | —  | —  | —  |
|            | San Diego Gulls             | AHL        | 40  | 1  | 18 | 19  | 10  | 9  | 0  | 0  | 0  | 2  |
| 2019–2020  | Anaheim Ducks               | NHL        | 11  | 1  | 3  | 4   | 2   | —  | —  | —  | —  | —  |
|            | San Diego Gulls             | AHL        | 44  | 4  | 17 | 21  | 40  | —  | —  | —  | —  | —  |
| 2020–2021  | Anaheim Ducks               | NHL        | 13  | 1  | 3  | 4   | 4   | —  | —  | —  | —  | —  |
|            | San Diego Gulls             | AHL        | 28  | 6  | 14 | 20  | 16  | 3  | 0  | 0  | 0  | 2  |
| 2021–2022  | Anaheim Ducks               | NHL        | 38  | 3  | 4  | 7   | 12  | —  | —  | —  | —  | —  |
| 2022–2023  | Florida Panthers            | NHL        | 82  | 4  | 12 | 16  | 48  | 21 | 0  | 3  | 3  | 6  |
| NHL totalt | NHL totalt                  | NHL totalt | 161 | 10 | 26 | 36  | 70  | 21 | 0  | 3  | 3  | 6  |
| AHL totalt | AHL totalt                  | AHL totalt | 112 | 11 | 49 | 60  | 66  | 12 | 0  | 0  | 0  | 4  |
| WHL totalt | WHL totalt                  | WHL totalt | 186 | 41 | 90 | 131 | 119 | 52 | 10 | 21 | 31 | 32 |

### Internationellt
| Källa: Uppdaterad: 2018-11-19 | Källa: Uppdaterad: 2018-11-19 | Källa: Uppdaterad: 2018-11-19 |         | Utv = Utvisningsminuter | Utv = Utvisningsminuter | Utv = Utvisningsminuter | Utv = Utvisningsminuter | Utv = Utvisningsminuter |
| År                            | Lag                           | Mästerskap                    | Matcher | Mål                     | Assists                 | Poäng                   | Utv                     |                         |
| ----------------------------- | ----------------------------- | ----------------------------- | ------- | ----------------------- | ----------------------- | ----------------------- | ----------------------- | ----------------------- |
| 2015                          | Kanada                        | Ivan Hlinka                   | 4       | 1                       | 0                       | 1                       | 2                       |                         |
| Junior totalt                 | Junior totalt                 | Junior totalt                 | 4       | 1                       | 0                       | 1                       | 2                       |                         |